# Rabenholz
Rabenholz (tiếng Đan Mạch: Ravnholt) là một đô thị thuộc huyện Schleswig-Flensburg, trong bang Schleswig-Holstein, nước Đức. Đô thị Rabenholz có diện tích 5,8 km², dân số thời điểm 31 tháng 12 năm 2006 là 296 người.